# Hiortdahlita
La hiortdahlita és un mineral de la classe dels silicats, que pertany al grup de la wöhlerita. Rep el nom en honor de Thorstein Hallager Hiortdahl (4 de maig de 1839 – 29 d'octubre de 1925), químic, mineralogista, cristal·lògraf i polític.

## Característiques
La hiortdahlita és un silicat de fórmula química (Na,Ca)₂Ca₄Zr(Mn,Ti,Fe)(Si₂O₇)₂(F,O)₄. Es tracta d'una espècie aprovada per l'Associació Mineralògica Internacional, i publicada per primera vegada el 1890. Cristal·litza en el sistema triclínic. La seva duresa a l'escala de Mohs oscil·la entre 5 i 5,5.
Segons la classificació de Nickel-Strunz, la hiortdahlita pertany a «09.BE - Estructures de sorosilicats, amb grups Si₂O₇, amb anions addicionals; cations en coordinació octaèdrica [6] i major coordinació» juntament amb els següents minerals: wadsleyita, hennomartinita, lawsonita, noelbensonita, itoigawaïta, ilvaïta, manganilvaïta, suolunita, jaffeïta, fresnoïta, baghdadita, burpalita, cuspidina, janhaugita, låvenita, niocalita, normandita, wöhlerita, hiortdahlita I, marianoïta, mosandrita, nacareniobsita-(Ce), götzenita, hainita, rosenbuschita, kochita, dovyrenita, baritolamprofil·lita, ericssonita, lamprofil·lita, ericssonita-2O, seidozerita, nabalamprofil·lita, grenmarita, schüllerita, lileyita, murmanita, epistolita, lomonossovita, vuonnemita, sobolevita, innelita, fosfoinnelita, yoshimuraïta, quadrufita, polifita, bornemanita, xkatulkalita, bafertisita, hejtmanita, bykovaïta, nechelyustovita, delindeïta, bussenita, jinshajiangita, perraultita, surkhobita, karnasurtita-(Ce), perrierita-(Ce), estronciochevkinita, chevkinita-(Ce), poliakovita-(Ce), rengeïta, matsubaraïta, dingdaohengita-(Ce), maoniupingita-(Ce), perrierita-(La), hezuolinita, fersmanita, belkovita, nasonita, kentrolita, melanotekita, til·leyita, kil·lalaïta, stavelotita-(La), biraïta-(Ce), cervandonita-(Ce) i batisivita.

## Formació i jaciments
Va ser descoberta a Lille Arøya, a Langesundsfjorden, al municipi de Larvik (Vestfold, Noruega). També ha estat descrita en altres indrets dels país, així com a Suècia, Dinamarca, Romania, Alemanya, Itàlia, el Marroc, Guinea, Rússia, Brasil i el Canadà.